# Wapen van Avelgem

Het huidige wapen van Avelgem.

Het wapen van Avelgem is het heraldisch wapen van de West-Vlaamse gemeente Avelgem. Het wapen werd op 20 oktober 1819 door de Hoge Raad van Adel aan de gemeente toegekend en op 18 augustus 1841, per koninklijk besluit, herbevestigd.

## Geschiedenis
Het wapen is gebaseerd op dat van de heren van Avelgem, waarvan geweten is dat ridder Rogier van Avelgem (1202-1241) reeds in 1231 en 1237 een schild met krulkruis als wapenzegel gebruikte. Dit krulkruis zou mettertijd veranderen in een ankerkruis. Dit wapen vond men nog terug op een schepenzegel van Avelgem uit 1694, hoewel het oude geslacht van heren van Avelgem toen reeds lang was uitgestorven.

## Blazoen
Het huidige wapen heeft de volgende blazoenering:
Van keel met zilveren ankerkruis.— Koninklijk Besluit van 18 augustus 1841.